# Marija Koryttseva
Marija Sergijivna Koryttseva (Oekraïens: Марія Сергіївна Коритцева) (Kiev, 25 mei 1985) is een voormalig tennisspeelster uit Oekraïne. Zij begon met tennis toen zij zes jaar oud was. Zij was actief in het proftennis van 2000 tot en met 2012.
Koryttseva vergaarde zes ITF-titels in het enkelspel en 19 in het dubbelspel.
Zij wist geen WTA-toernooi te winnen in het enkelspel. Wel stond zij twee keer in een finale. In het dubbelspel won zij zes WTA-titels.
Haar beste enkelspelresultaat op de grandslamtoernooien is het bereiken van de tweede ronde. Haar hoogste positie op de WTA-ranglijst is de 50e plaats, die zij bereikte in augustus 2008.
Haar beste dubbelspelresultaat op de grandslamtoernooien is het bereiken van de derde ronde. Haar hoogste positie op de WTA-ranglijst is de 39e plaats, die zij bereikte in juni 2008.

## Posities op deWTA-ranglijst
Positie per einde seizoen:
| jaartal | ranking enkelspel | ranking dubbelspel |
| ------- | ----------------- | ------------------ |
| 2012    | 852               | 355                |
| 2011    | 174               | 67                 |
| 2010    | 146               | 96                 |
| 2009    | 120               | 62                 |
| 2008    | 67                | 41                 |
| 2007    | 111               | 85                 |
| 2006    | 355               | 183                |
| 2005    | 124               | 70                 |
| 2004    | 292               | 157                |
| 2003    | 201               | 187                |
| 2002    | 465               | 621                |
| 2001    | 658               | 693                |

## Palmares
| Legenda                | Legenda                  |
| ---------------------- | ------------------------ |
| Grandslamtoernooi      |                          |
| Olympische Spelen      |                          |
| Year-End Championships |                          |
| tot 2009               | 2009 – 2020 / vanaf 2021 |
| Tier I                 | Premier Mandatory        |
| Tier II                | Premier Five / WTA 1000  |
| Tier III               | Premier / WTA 500        |
| Tier IV & V            | International / WTA 250  |
|                        | Challenger / WTA 125     |

### WTA-finaleplaatsen enkelspel
| nr.              | finaledatum | toernooi     | ondergrond    | tegenstandster  | score    |         |
| ---------------- | ----------- | ------------ | ------------- | --------------- | -------- | ------- |
| Verloren finales |             |              |               |                 |          |         |
| 1.               | 2007-09-23  | WTA Calcutta | hardcourt (i) | Maria Kirilenko | 0-6, 2-6 | details |
| 2.               | 2008-07-13  | WTA Palermo  | gravel        | Sara Errani     | 2-6, 3-6 | details |

### WTA-finaleplaatsen vrouwendubbelspel
| nr.              | finaledatum | toernooi         | ondergrond    | partner            | tegenstandsters                                    | score            |         |
| ---------------- | ----------- | ---------------- | ------------- | ------------------ | -------------------------------------------------- | ---------------- | ------- |
| Gewonnen finales |             |                  |               |                    |                                                    |                  |         |
| 1.               | 2005-07-24  | WTA Palermo      | gravel        | Giulia Casoni      | Klaudia Jans Alicja Rosolska                       | 4-6, 6-3, 7-5    | details |
| 2.               | 2007-07-22  | WTA Palermo      | gravel        | Darija Koestova    | Alice Canepa Karin Knapp                           | 6-4, 6-1         | details |
| 3.               | 2008-01-05  | WTA Auckland     | hardcourt     | Lilia Osterloh     | Martina Müller Barbora Záhlavová-Strýcová          | 6-3, 6-4         | details |
| 4.               | 2008-09-21  | WTA Guangzhou    | hardcourt     | Tatjana Poetsjek   | Sun Tiantian Yan Zi                                | 6-3, 4-6, [10-8] | details |
| 5.               | 2011-02-27  | WTA Acapulco     | gravel        | Ioana Raluca Olaru | Lourdes Domínguez Lino Arantxa Parra Santonja      | 3-6, 6-1, [10-4] | details |
| 6.               | 2011-07-24  | WTA Bakoe        | hardcourt     | Tatjana Poetsjek   | Monica Niculescu Galina Voskobojeva                | 6-3, 2-6, [10-8] | details |
| Verloren finales |             |                  |               |                    |                                                    |                  |         |
| 1.               | 2007-09-23  | WTA Calcutta     | hardcourt (i) | Alberta Brianti    | Vania King Alla Koedrjavtseva                      | 1-6, 4-6         | details |
| 2.               | 2008-02-17  | WTA Viña del Mar | gravel        | Julia Schruff      | Līga Dekmeijere Alicja Rosolska                    | 5-7, 3-6         | details |
| 3.               | 2008-10-26  | WTA Luxemburg    | hardcourt (i) | Vera Doesjevina    | Sorana Cîrstea Marina Erakovic                     | 6-2, 3-6, [8-10] | details |
| 4.               | 2009-07-18  | WTA Palermo      | gravel        | Darija Koestova    | Nuria Llagostera Vives María José Martínez Sánchez | 1-6, 2-6         | details |

## Prestatietabel grandslamtoernooien
| Legenda | Legenda                          |
| ------- | -------------------------------- |
| g.t.    | geen toernooi gehouden           |
| l.c.    | lagere categorie                 |
| –       | niet deelgenomen                 |
| G       | uitgeschakeld in de groepsfase   |
| 1R      | uitgeschakeld in de eerste ronde |
| 2R      | uitgeschakeld in de tweede ronde |
| 3R      | uitgeschakeld in de derde ronde  |
| 4R      | uitgeschakeld in de vierde ronde |
| KF      | uitgeschakeld in de kwartfinale  |
| HF      | uitgeschakeld in de halve finale |
| F       | de finale verloren               |
| W       | het toernooi gewonnen            |
| w-v     | winst/verlies-balans             |

### Enkelspel
| Toernooi        | 2007 | 2008 | 2009 | 2010 |
| --------------- | ---- | ---- | ---- | ---- |
| Australian Open | –    | 2R   | 1R   | –    |
| Roland Garros   | 1R   | 1R   | 2R   | 1R   |
| Wimbledon       | –    | 1R   | 1R   | 1R   |
| US Open         | –    | 1R   | 1R   | –    |

### Vrouwendubbelspel
| Toernooi        | 2006 | 2007 | 2008 | 2009 | 2010 | 2011 | 2012 |
| --------------- | ---- | ---- | ---- | ---- | ---- | ---- | ---- |
| Australian Open | 1R   | –    | 3R   | 1R   | 1R   | 1R   | 1R   |
| Roland Garros   | –    | 1R   | 3R   | 1R   | 1R   | 1R   | –    |
| Wimbledon       | –    | –    | 1R   | 3R   | 1R   | 2R   | –    |
| US Open         | –    | 1R   | 1R   | 1R   | –    | 2R   | –    |